# Nábřeží Maxipsa Fíka

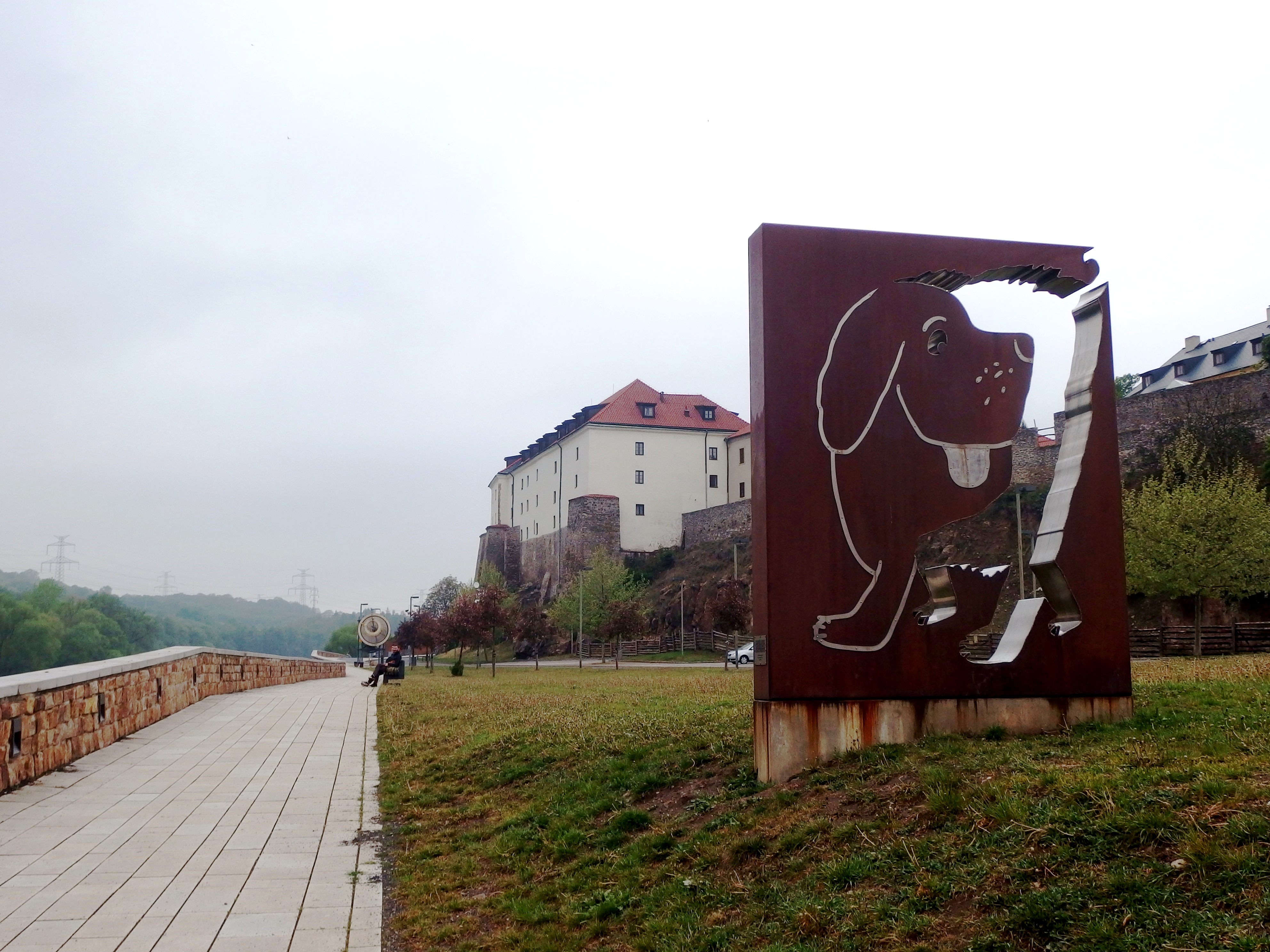
Kovová plastika Maxipsa Fíka a kadaňský hrad

Nábřeží Maxipsa Fíka je pěší a cyklistická promenáda nacházející se ve městě Kadani na levém břehu řeky Ohře. Celé nábřeží je propojeno pěšími i pojízdnými komunikacemi, které jsou opatřeny různorodými povrchy od mlatových cest, štětových dlažeb, pražcových chodníčků až po klasické kamenné dlažby. Asfaltové povrchy jsou na in-line a cyklostezce.
Město Kadaň se rozhodlo spojit postavu pohádkového hrdiny Maxipsa Fíka v roce 2004 s realizací „Strategického plánu rozvoje města Kadaň“. S touto myšlenkou poprvé přišel kadaňský architekt Ing. Vít Branda, pod jehož vedením probíhala realizace celého konceptu nábřežní promenády v Kadani. Město Kadaň vypracovalo v roce 2008 návrh projektové dokumentace, která byla klíčová pro finanční podporu z Regionálního operačního programu regionu soudržnosti Severozápad financovaného Evropským fondem pro regionální rozvoj. Výstavbou Nábřeží Maxipsa Fíka v Kadani byl vytvořen unikátní veřejný prostor pro chodce i cyklisty, ve kterém jsou kombinovány umělecké prvky s volnočasovými. Byl zde mimo jiné vytvořen například prostor pro pořádání kulturních akcí.
Maxipes Fík se pojí s Kadaní hlavně místem, kde se celá pohádka odehrává – v Ahníkově. Tato obec se nacházela zhruba 5 km severovýchodním směrem od Kadaně. Kromě samotného místa se ke Kadani pojí i autor pohádky, spisovatel Rudolf Čechura, který je Ahníkovským rodákem a mimo jiné pobýval mnoho let i v Kadani. S postavou Maxipsa Fíka se pojí i herec Josef Dvořák který dlouhou dobu v Kadani žil a této pohádkové postavě propůjčil svůj hlas.

## Historicko-geografický kontext nábřeží
Významným činitelem, který ovlivňoval oblast okolo řeky, jsou samotní kadaňští občané, kteří se již od raného středověku starali o kultivaci nábřeží. Oblast, ve které se nacházíme je střední tok řeky Ohře.
Nábřeží se dnes nachází na území dvou historických částí Kadaně – Špitálské a Sedlecké předměstí, v jejichž areálu se nacházely mlýny, přívozy, koželužny a bělidla, stejně jako domy rybářů a vorařská přístaviště. Poslední voraři se v Kadani objevili roku 1906.
Řeka je významným činitelem i v městské topografii, v níž bychom našli Vodní bránu, Mostní bránu, Vodní, Říční a Mostní ulici a mnohé další. Přirozeným centrem této oblasti je dnes již zbořené Vlašské náměstí, které se nacházelo v oblasti Kostela Stětí svatého Jana Křtitele. Nejstarším vyobrazením nábřeží je veduta Jana Willenberga z roku 1602, na níž jsou vidět mlýny, jezy i domy rybářů, přístaviště vorů, vinice a chmelnice. Dřevěný most přes Ohři na kamenných pilířích byl vystavěn již ve 14. století, kamenný Bystřický most poté vznikl v 15. století.
Od konce 19. století se začal městský břeh Ohře proměňovat v klasickou nábřežní promenádu. Zásadním okamžikem v tomto procesu byla výstavba Mostu Františka Josefa I. v roce 1880. Pod Františkánským klášterem Čtrnácti svatých Pomocníků vznikla v roce 1870 městská plovárna, tato lokalita se proto stala na počátku minulého století oblíbeným místem odpočinku a cílem nových návštěvníků města.
Velkým zásahem do podoby nábřeží pak byla realizace asanace v 60. a 70. letech minulého století a také regulace Ohře postavením Kadaňského stupně. V tomto období zaniká i tradiční přívozy přes řeku a městská plovárna na Ohři.

## O nábřeží
Cílem projektu byla obnova přirozeného vztahu města a řeky, neboť Ohře je neodmyslitelnou součástí života města Kadaně. Ještě v nedávné minulosti byly břehy řeky periférií, proto rehabilitací a zatraktivněním území získala tato část města rekreační a sportovní funkci jak pro obyvatele města, tak pro návštěvníky. Nábřeží jako celek lze rozdělit do třech částí, které na sebe plynule navazují. Celková investice činila 138 849 056 Kč. Stavba probíhala v letech 2005 až 2011.

## Části Nábřeží Maxipsa Fíka

### Lokalita Kadaňského stupně

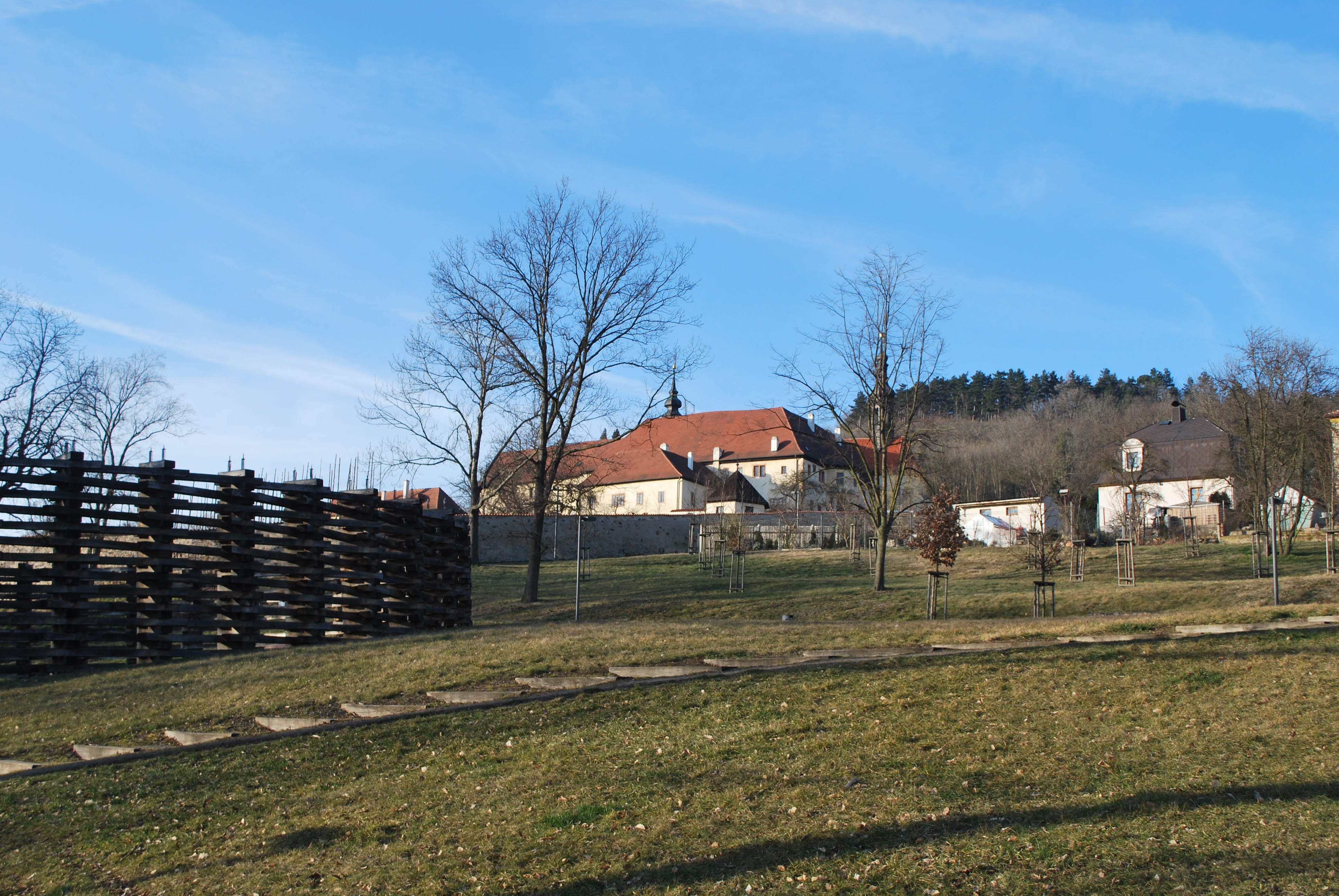
AmFík

Pod hrází přehrady jsou umístěna umělecká díla akustický park – gong, bubínky, hlásné trouby, zvukovody a atrakce pro skateboard.

#### Lávka Víta Brandy
Lávka na přehradu je v trase nábřežní promenády velmi důležitým místem, kterým nábřeží přechází do volné krajiny směrem na Klášterec nad Ohří. Místo je významné z důvodu ukončení nábřeží. Lávka umožňující cyklistům i pěším překonat výškový rozdíl mezi korunou hráze a nábřežní promenádou bez nutnosti použít původní schodiště, které je součástí Kadaňského stupně.Autorem návrhu lávky je Vít Branda, který pracoval v Kadani na celé řadě projektů, a za tuto lávku získal v roce 2010 Grand Prix architektů v kategorii Krajinářská architektura a zahradní tvorba.

### Lokalita Split

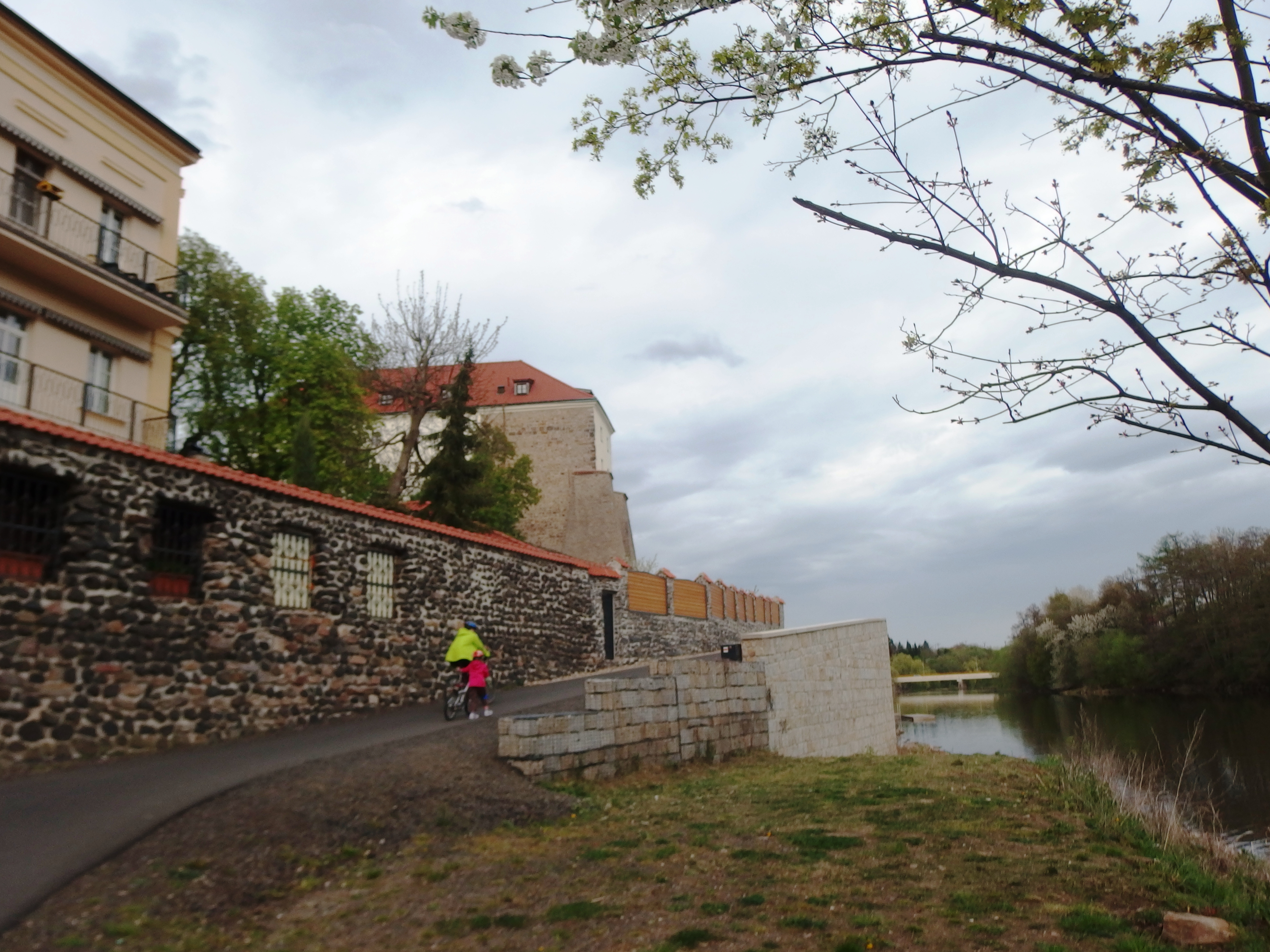
pohled na hradní část nábřeží

V prostoru Restaurace a hotelu Split se nachází řada objektů, které slouží ke hrám dětí: ocelový parník, koryto na lodičky, kam se říční voda vhání ručně, kolotoč. Největší herní dominantou u mola je přívoz – velryba, jenž navazuje na tradici přívozu na druhou stranu Ohře a nachází se před Restaurací a hotelem Split. Pohyb plastiky velryby po řece je ovládán ručně z paralelního lana s lanem nosným ukotveným ve skále na protějším břehu. Přívoz má pravidelnou provozní dobu, ale pouze v sezóně – tedy zejména v letních měsících. Objekt je rovněž opatřen vlastním sociálním zařízením, které je otevřené v letní sezóně.

#### Nedaleko Splitu se nachází následující atrakce
- Dřevěná pramice, která je uložená dnem vzhůru
- Hadovor – masivní dřevěný prvek je umístěný v laguně pod ulicí Václava Havla, vedle AmFíku
- Kdo dál dostříkne – dvě kola umístěná u řeky Ohře, jejichž šlapáním je poháněno čerpadlo
- Korýtko pro lodičky – ruční pumpou se plní ocelové korýtko vodou, ve kterém se lze pouštět lodičky.
- Létající kola – klasický kolotoč, který má místo sedaček 2 bicykly
- Mlýnek pro Nadkřečka – průchozí otočný válec velkého průměru
- Vodní souboj – jedná se o dvě vodní děla otočná kolem os

#### Amfiteátr (AmFík)
Přírodní divadlo pro provozování kulturních akcí má kapacitu 240-270 diváků. Objekt je řešen atypicky kombinací dřevěných pražců a ocelových konstrukcí. Tento objekt je využíván sezónně. Každoročně je AmFík centrem oslav Narozenin Maxipsa Fíka a dalších kulturních akcí.

### Lokalita Podhradí

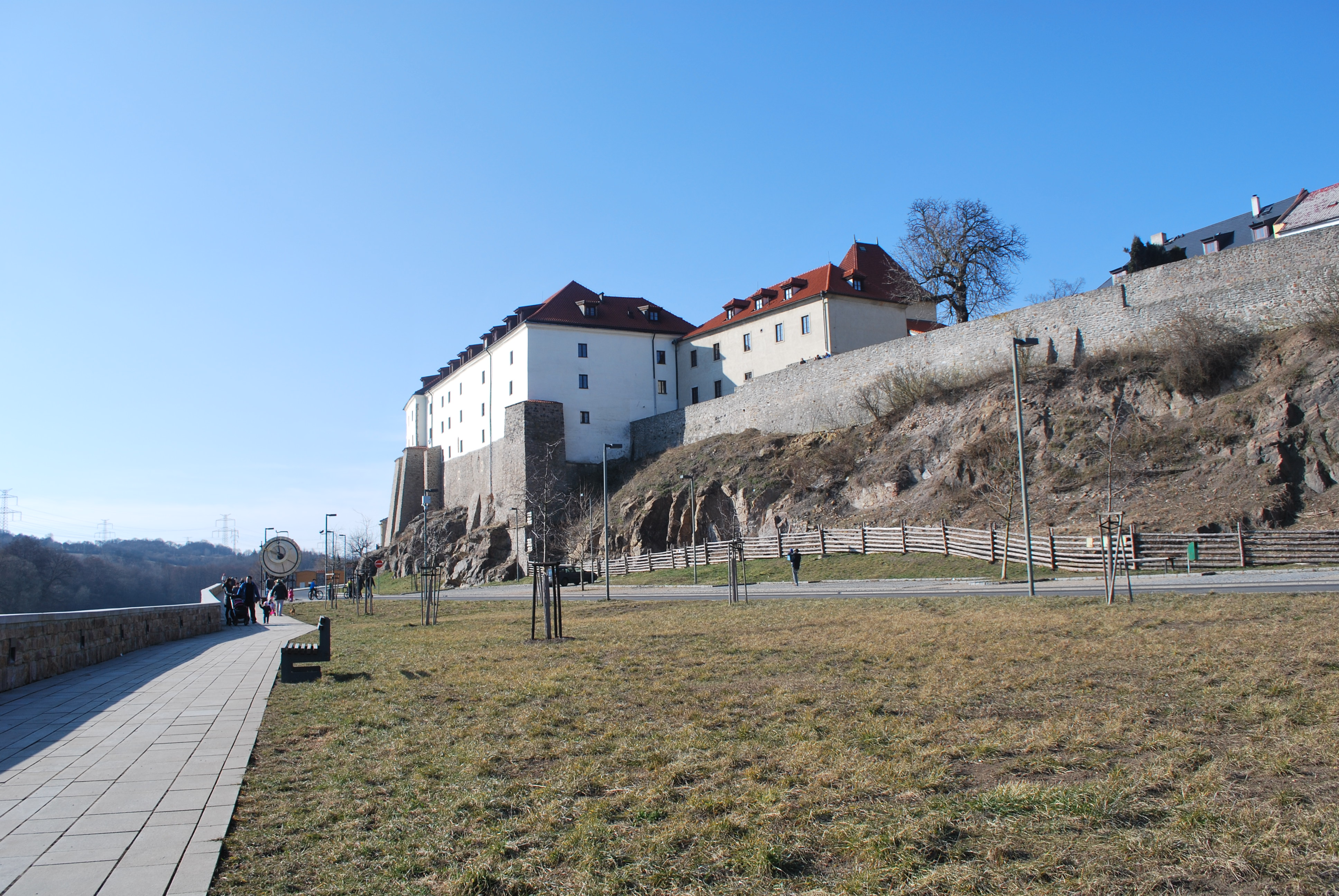
pohled na hradní část

Tuto část tvoří z velké části pěší promenáda společně s cyklostezkou podél řeky s napojením k hornímu Steinkopfovu mlýnu. Podél pěší promenády je ponechán – na rozdíl od původního historického zastavění – volný prostor: pobytová louka pro pikniky pod Kadaňským hradem i společenské akce (např. koncerty a pravidelně i místo konání Rockfestu). Nachází se zde také občerstvení s půjčovnou lodiček, kde je možné se na Ohři projet na pramici nebo na šlapadle.

#### Kadaňský orloj
Jedním z nejslavnějších kadaňských rodáků je Mikuláš z Kadaně, který v roce 1410 sestavil Staroměstský orloj. V Kadani připomíná tohoto rodáka replika Staroměstského orloje, kterou vytvořil umělecký kovář Karel Meloun. Zvětšený hodinový stroj v poměru 2:1 je k vidění na Nábřeží Maxipsa Fíka pod kadaňským hradem.